# Käthe Grasegger
Käthe Grasegger   (Garmisch-Partenkirchen, 19 de juny de 1917 - Garmisch-Partenkirchen, 28 d'agost de 2001) va ser una esquiadora alpina alemanya que va competir durant les dècades de 1930 i 1940.
El 1936 va prendre part en els Jocs Olímpics de Garmisch-Partenkirchen, on guanyà la medalla de plata en la combinada del programa d'esquí alpí.
En el seu palmarès també destaquen set medalles, una de plata i sis de bronze, al Campionat del Món d'esquí alpí, entre 1935 i 1938.